# Bisdom Hazaribag
Het bisdom Hazaribag (Latijn: Dioecesis Hazaribagana) is een rooms-katholiek bisdom met als zetel Hazaribagh, in India. Het bisdom is suffragaan aan het aartsbisdom Ranchi. 

## Geschiedenis
Het bisdom werd opgericht op 1 april 1995, uit delen van het bisdom Daltonganj.

## Parochies
Het bisdom had in 2021 een oppervlakte van 16.918 km2 en telde 5.494.540 inwoners waarvan 0,8% rooms-katholiek was.

## Bisschoppen
- Charles Soreng (1 april 1995 - 8 september 2012)
- Anand Jojo (8 september 2012 - heden)

Ranchi (aartsbisdom) · Daltonganj · Dumka · Gumla · Hazaribag · Jamshedpur · Khunti · Port Blair · Simdega